# トヨタ・Kプラットフォーム
トヨタ・Kプラットフォームとは、レクサスブランドを含むトヨタ自動車のDセグメント以上の大型FF車用のプラットフォームの名称である。

## 搭載車種
- トヨタ・アバロン/トヨタ・プロナード (XX20, XX30, XX40)
- トヨタ・カムリ/ダイハツ・アルティス (XV30, XV40, XV50)
- トヨタ・カムリソラーラ (XV30)
- トヨタ・ウィンダム/レクサス・ES (XV30, XV40, XV60)
- トヨタ・ハリアー/レクサス・RX (XU30, AL10, AL20)
  - トヨタ・ハリアーハイブリッド/レクサス・RX400h（XU30）
- トヨタ・クルーガー/ハイランダー (XU20, XU40, XU50)
- トヨタ・ヴェンザ (AV10)
- トヨタ・エスティマ/プレビア/タラゴ（2代目）
- トヨタ・アルファード（初代）
- トヨタ・シエナ (XL20, XL30)
- トヨタ・オーリオン (XV40, XV50)